# مانفريد شتاينر
مانفريد شتاينر (بالألمانية: Manfred Steiner)‏ هو متزلج قفز نمساوي، ولد في 27 نوفمبر 1962 في Wörgl ‏ في النمسا.

## وصلات خارجية
- مانفريد شتاينر على موقع الاتحاد الدولي للتزلج (القفز التزلجي) (الإنجليزية)
- مانفريد شتاينر على موقع أوليمبيديا (الإنجليزية)